# Vania et Sonia et Macha et Spike
 (septembre 2017).
Si vous disposez d'ouvrages ou d'articles de référence ou si vous connaissez des sites web de qualité traitant du thème abordé ici, merci de compléter l'article en donnant les références utiles à sa vérifiabilité et en les liant à la section « Notes et références ».
Vania et Sonia et Macha et Spike (Vanya and Sonia and Masha and Spike) est une comédie de Christopher Durang représentée en 2012.

## Résumé
La pièce raconte les retrouvailles de trois frères et sœurs quinquagénaires, dont deux vivent ensemble, et commence lorsque la deuxième sœur, Macha leur rend visite. Ils vont alors parler de leurs vies, leurs amours, leurs conflits alors que Macha les menace de vendre la maison de famille.

## Contexte
De nombreux éléments de la pièce rendent hommage à Anton Tchekhov, comme les noms des personnages, le lieu (la propriété se trouve au milieu d'une cerisaie) et le thème de la perte de la maison familiale.
La pièce fut créée au McCarter Theatre de Princeton en 2012, et fut reprise Off-Broadway la même année. Elle fut transférée sur Broadway en 2013. Ensuite, une autre production fut créée dans le Tennessee, sous le titre Vanya and Sonia and Masha and Spike.
La critique a salué Vania et Sonia et Macha et Spike comme une hilarante adaptation des grands thèmes de Tchekhov, qui n'exige cependant pas d'en être familier. La pièce connut un succès considérable en récupérant les $2.75 millions d'investissement en 4 mois. En 2013, la pièce remporte le Tony Award de la meilleure pièce et le Drama Desk Award de la meilleure pièce, entre autres[réf. nécessaire].
La pièce reste inédite en France même si la version française existe désormais[réf. nécessaire].

## Résumé basé sur la version française
Deux quinquagénaires, Vania et Sonia vivent dans leur maison de famille dans la Creuse. Ils portent les noms de personnages de pièces d'Anton Tchekhov, car leurs parents étaient professeurs de théâtre. Après avoir passé toute leur vie à s'occuper de leurs défunts parents, aucun d'eux n'a de métier et c'est leur sœur Macha, une star de cinéma, qui règle les factures. Vania (qui est gay) et Sonia (qui répète à tout le monde qu'elle a été adoptée) passent leurs journées à se morfondre sur leurs vies ratées en regardant par la fenêtre leur allée de cerisiers, en se chamaillant sur le fait qu'elle soit une cerisaie,, et en comparant leurs misérables existences à l'œuvre de Tchekhov. L'autre résidente de la maison est leur femme de ménage, Cassandre, qui comme son nom l'indique, hurle des prophéties auxquelles personne ne croit.
Cet environnement ronronnant est perturbé par l'arrivée de Macha qui revient à la maison avec son lot de drames, son insécurité permanente, et un très très jeune et tumultueux amant nommé Spike. Les ressentiments de Sonia et l'esprit de compétition de Macha font des étincelles. Alors que Vania tente d'apaiser les esprits, il est constamment perturbé par les provocations de Spike qui ne perd pas une occasion de se déshabiller et montrer son corps musclé. Le cinquième mariage de Macha a pris fin récemment, et sa carrière est au point mort. Celle de Spike n'a pas vraiment démarré et sa seule fierté c'est d'avoir failli décrocher un rôle dans une série dérivée de Dix pour cent : Dix pour cent de plus. Un autre protagoniste débarque, en la personne d'une jeune voisine, Nina, aspirante comédienne qui provoque la jalousie de Macha, le désir de Spike et la sympathie de Vania.
Macha revient pour se rendre à une soirée costumée chez un voisin influent et insiste pour que sa famille et ses amis l'accompagnent déguisés en nains, du film Blanche-Neige et les Sept Nains (1937) de Walt Disney. Elle choisit évidemment de porter la robe de Blanche-Neige. Quand elle apprend qu'elle va devoir aller à  la fête déguisée en nain, Sonia se rebelle et s'habille en Reine de Blanche Neige, mais dans une version proche de celle de Fanny Ardant. Alors qu'ils s'apprêtent à partir pour la fête, Macha leur annonce qu'elle compte vendre la maison, laissant Vania et Sonia dans la détresse.
Le lendemain matin, Cassandre utilise une poupée Vaudou pour dissuader Macha de vendre la maison. Sonia reçoit un coup de téléphone d'un homme qu'elle a rencontré à la fête, et lui proposant un rendez-vous galant. Hésitante, elle accepte. Vania, qui écrit en secret une pièce inspirée de celle qu'écrit Konstantin dans La Mouette, est convaincu par Nina de la lire devant tout le monde. Pendant la lecture, dans laquelle Nina joue une molécule pendant la destruction de la terre, Spike lit et envoie des SMS sur son portable. Vania se lance alors dans un plaidoyer contre la régression de la jeunesse face à la culture et la communication, faisant implicitement référence à sa propre jeunesse. Il fait la conclusion que ces progrès isolent les gens comme lui, et les plongent dans la solitude et le désespoir, avant d'aller s'enfermer dans la cuisine en larmes.
Macha se rend compte que Spike envoie des SMS à sa propre assistante, avec qui il entretient une aventure. Elle met fin à leur histoire et le met à la porte. Elle décide alors de ne pas vendre la maison. À la fin de la pièce, les trois frère et sœurs, optimistes pour la première fois depuis bien longtemps, restent assis ensemble en écoutant Here Comes the Sun des The Beatles.

## Distribution originale
| Personnage | Distribution originale à Broadway |
| ---------- | --------------------------------- |
| Masha      | Sigourney Weaver                  |
| Vanya      | David Hyde Pierce                 |
| Sonia      | Kristine Nielsen                  |
| Spike      | Billy Magnussen                   |
| Cassandra  | Shalita Grant                     |
| Nina       | Genevieve Angelson                |

### Production originale Broadway/Off-Broadway
| Année | Récompense                           | Catégorie                                                             | Nomination                                                | Résultat   |
| ----- | ------------------------------------ | --------------------------------------------------------------------- | --------------------------------------------------------- | ---------- |
| 2013  | Lucille Lortel Award                 | Outstanding Costume Design                                            | Emily Rebholz                                             | Nomination |
| 2013  | Drama League Award                   | Outstanding Production of a Broadway or Off-Broadway Play             | Outstanding Production of a Broadway or Off-Broadway Play | Lauréat    |
| 2013  | Drama League Award                   | Distinguished Performance Award                                       | Kristine Nielsen                                          | Nomination |
| 2013  | Drama League Award                   | Distinguished Performance Award                                       | David Hyde Pierce                                         | Nomination |
| 2013  | Outer Critics Circle Award           | Outstanding New Broadway Play                                         | Outstanding New Broadway Play                             | Lauréat    |
| 2013  | Outer Critics Circle Award           | Outstanding Director of a Play                                        | Nicholas Martin                                           | Nomination |
| 2013  | Outer Critics Circle Award           | Outstanding Actor in a Play                                           | David Hyde Pierce                                         | Nomination |
| 2013  | Outer Critics Circle Award           | Outstanding Featured Actress in a Play                                | Kristine Nielsen                                          | Lauréat    |
| 2013  | Drama Desk Award                     | Outstanding Play                                                      | Outstanding Play                                          | Lauréat    |
| 2013  | Tony Award (67e)                     | Meilleure pièce                                                       | Meilleure pièce                                           | Lauréat    |
| 2013  | Tony Award (67e)                     | Meilleur acteur dans une pièce                                        | David Hyde Pierce                                         | Nomination |
| 2013  | Tony Award (67e)                     | Meilleure actrice dans une pièce                                      | Kristine Nielsen                                          | Nomination |
| 2013  | Tony Award (67e)                     | Meilleur acteur dans un second rôle dans une pièce                    | Billy Magnussen                                           | Nomination |
| 2013  | Tony Award (67e)                     | Meilleure actrice dans un second rôle dans une pièce                  | Shalita Grant                                             | Nomination |
| 2013  | Tony Award (67e)                     | Meilleure mise en scène                                               | Nicholas Martin                                           | Nomination |
| 2013  | New York Drama Critics' Circle Award | Meilleure pièce                                                       | Meilleure pièce                                           | Lauréat    |
| 2013  | Theatre World Awards                 | Best Debut Performance                                                | Shalita Grant                                             | Lauréat    |
| 2013  | Off-Broadway Alliance Awards         | Best New Play                                                         | Best New Play                                             | Lauréat    |
| 2013  | Artios Award                         | Outstanding Achievement in Casting New York Broadway Theatre – Comedy | Daniel Swee                                               | Lauréat    |